# Atlantski pjegavi dupin
Atlantski pjegavi dupin (lat. Stenella frontalis) je vrsta dupina.
Njegov oblik, pogotovo glava podsjeća na dobroga dupina, iako je puno manji. Atlantski pjegavi dupin
je crno-bijele boje, s bijelom točkom na leđima i crnom na trbuhu. Odrasle jedinke duge su 2,2 (mužjaci) i 2,3 (ženke) metara u dužini i teže 130-140 kilograma. Najveći ikad izmjereni primjerak ženke imao je 2,29 m i 140 kg.
Danas se populacija procjenjuje na 100,000 primjeraka i još uvijek raste.
Odrasli su spolno zreli nakon 12 godina. Trudnoća traje slično kao kod ljudi, otprilike 9 mjeseci. Mladi nakon poroda imaju dužinu tijela 90 do 100 cm. Majka se brine za mladunčad oko godine dana.
Vole plivati s ljudima, nekada čak i usporavaju, tako da čovjek može držati korak s njima, vrlo su društveni. Kao i drugi atlantski dupini, hrane se raznolikom hranom, poglavito glavonošcima i ribama. Ponekad bude uhvaćen prilikom lova tune.